# 菲科格爾山
47°29′18″N 12°55′58″E / 47.48823°N 12.93264°E

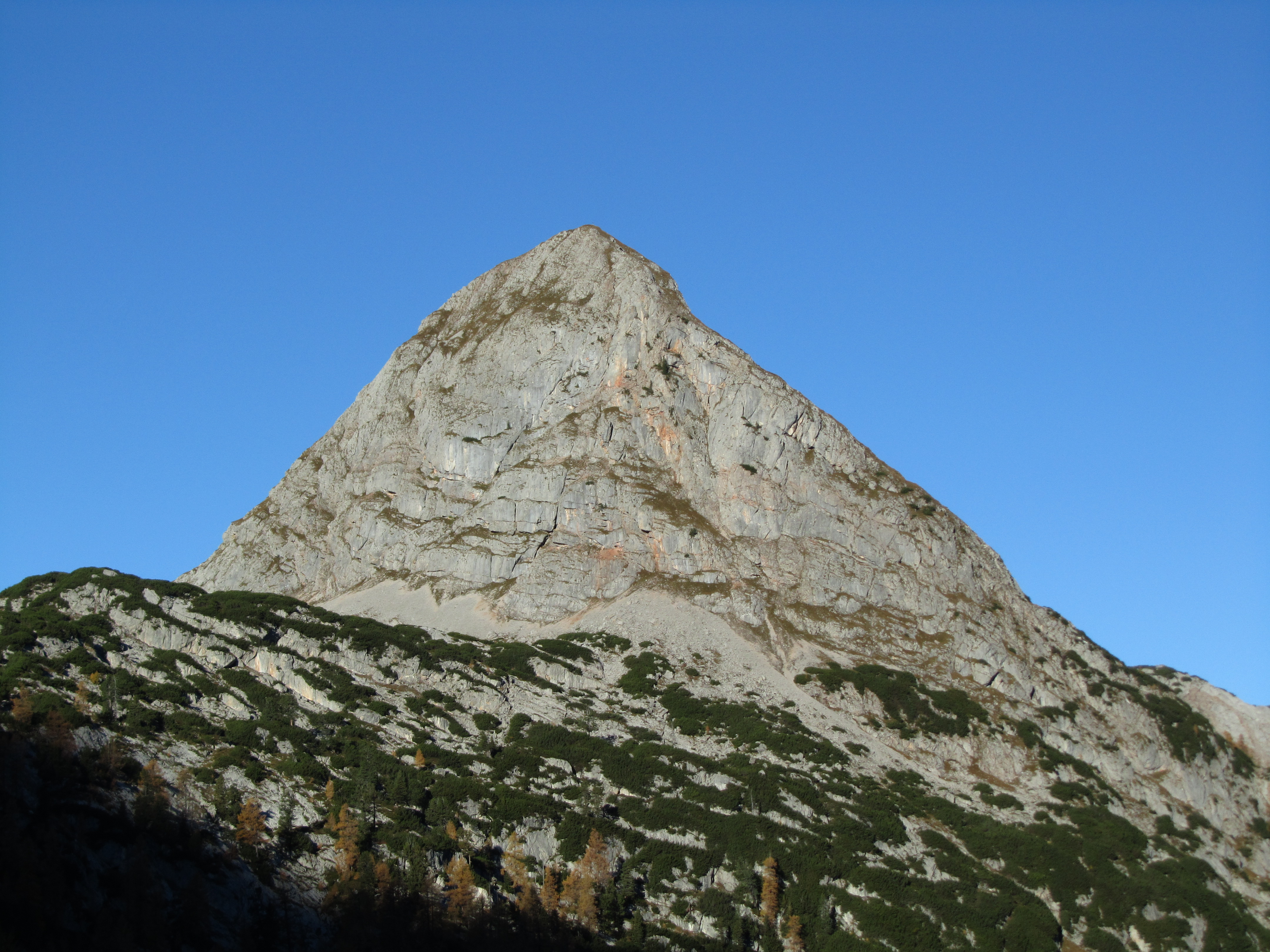

菲科格爾山（德語：Viehkogel），是中歐的山峰，位於奧地利和德國接壤的邊境，屬於貝希特斯加登阿爾卑斯山脈的一部分，海拔高度2,158米，每年平均降雨量2,073毫米。